# Conferencia episcopal ortodoxa de Gran Bretaña e Irlanda
La Conferencia episcopal ortodoxa de Gran Bretaña e Irlanda (inglés: Assembly of Canonical Orthodox Bishops of Great Britain and Ireland) está formada por todos los obispos ortodoxos que sirven en el Reino Unido y en Irlanda, representando múltiples jurisdicciones. No es, propiamente hablando, un sínodo. Es una de varias asambleas de este tipo en todo el mundo que operan en la llamada «diáspora».
Antes de la formación de la Conferencia el 21 de junio de 2010, no había habido ningún comité episcopal interortodoxo en las islas británicas.

## Descripción general
La asamblea se organizó cuando los delegados de las 14 Iglesias ortodoxas autocéfalas se reunieron en Chambésy, Suiza, del 6 al 12 de junio de 2009. En aquel momento, la conferencia aprobó la creación de asambleas episcopales en 12 regiones de la llamada diáspora ortodoxa que se encuentran más allá de las fronteras de las iglesias autocéfalas. Dichas asambleas tendrían la autoridad de proponer futuras estructuras administrativas para la Iglesia en sus respectivas regiones.

## Jurisdicciones
Las jurisdicciones actuales presentes en este territorio incluyen las siguientes, ordenadas según díptico:
- Patriarcado Ecuménico de Constantinopla
  - Arquidiócesis ortodoxa griega de Thyateira y Gran Bretaña
  - Iglesia ortodoxa ucraniana - Diócesis de Gran Bretaña y Europa occidental
- Patriarcado de Antioquía - Arquidiócesis de las islas británicas
- Patriarcado de Moscú
  - Diócesis ortodoxa rusa de Sourozh
  - Arquidiócesis de las Iglesias ortodoxas rusas en Europa occidental (Decanato de Gran Bretaña)
  - Diócesis ortodoxa rusa de Gran Bretaña y Europa occidental (ROCOR)
- Patriarcado de Serbia - Eparquía de Gran Bretaña y Escandinavia
- Patriarcado de Bulgaria - Eparquía de Europa central y occidental
- Patriarcado de Rumanía - Metrópolis de Europa occidental y meridional
- Patriarcado de Georgia - Eparquía de Gran Bretaña e Irlanda
- Iglesia ortodoxa macedonia - Diócesis de Europa